# 白果树萝卜
白果树萝卜（学名：Agapetes leucocarpa）为杜鹃花科树萝卜属下的一个种。